# Институт исследования Восточной и Юго-Восточной Европы имени Лейбница
Институт исследования Восточной и Юго-Восточной Европы им. Лейбница (нем.  Leibniz-Institut für Ost- und Südosteuropaforschung) — научно-исследовательский институт в городе Регенсбурге. Институт занимается исследованиями в следующих областях: история, экономика и общественные науки. Изучаемые регионы — Восточная и Юго-Восточная Европа, особенно бывший Советский Союз и балканские страны. Институт является членом Ассоциации Лейбница.

## Структура
В составе института следующие отделы:
- Исторический отдел
- Экономический отдел
- Отдел Библиотека и электронная исследовательская инфраструктура
- Исследовательская группа Замороженные и размороженные конфликты

## Журналы
В институте публикуются следующие журналы:
- Economic Systems
- Jahrbücher für Geschichte Osteuropas
- Comparative Southeast European Studies
- Südost-Forschungen